# جزيرة لانج
جزيرة لانج (بالهولندية: Long، بالإندونيسية الحديثة: Krakatau Kecil أو Panjang) تقع في مضيق سوندا بين جاوة وسومطرة في إندونيسيا. تعتبر الجزيرة أحد الجزر التي تشكل أرخبيل كراكاتوا، أعلى بركان كراكاتوا الشهير. عانت لانج قليلاً في الثوران البركاني الذي وقع في عام 1883 في كركواتا، نمت بالجزيرة بالفعل وبشكل قوي وملحوظ في المنطقة جراء سقوط الخفاف الهائل، على الرغم من أن معظم المساحة الإضافية قد جرفت في غضون عدة سنوات. الجزيرة عبارة عن تل مرتفع.